# Шнайттах
Шнайттах (нім. Schnaittach) — громада в Німеччині, розташована в землі Баварія. Підпорядковується адміністративному округу Середня Франконія. Входить до складу району Нюрнбергер-Ланд.
Площа — 49,36 км2. Населення становить 8485 ос. (станом на 31 грудня 2020).